# DxOMark
DxOMark, actualmente estilizada como DXOMARK es un sitio web comercial descrito como "una comparativa independiente que califica científicamente teléfonos inteligentes, objetivos y cámaras". Fundada en 2008, DXOMARK era propiedad de DxO Labs, y actualmente pertenece a DxOMark Image Labs SAS, una empresa francesa de ingeniería y consultoría que tiene su base de operaciones en Boulogne-Billancourt, París. DxOMark Image Labs se separó de DxO Labs en septiembre de 2017 y luego pasó a ser renombrada simplemente como DXOMARK en 2019, siendo ahora una empresa totalmente privada.

## Sistemas de evaluación de DXOMARK

### Índice de sensores
La escala del sensores de DXOMARK mide la calidad de la imagen RAW capturada por una cámara.  La puntuación consta es una agregación confidencial de tres componentes:
- Profundidad de color, medida en bits, llamada Portrait score (calificación de Retrato);
- Rango dinámico, medida en pasos, llamado Landscape score (calificación de Paisaje);
- Rendimiento con poca luz, medido como un equivalente de ISO, llamado Sports score (calificación de Deportes).

Otra métrica, el Perceptual MegaPixel (P-MPix) se utiliza para calificar la resolución que una cámara produce cuando se empareja a una lente en particular. DXOMARK afirma que P-MPix es un valor más preciso y relevante para los fotógrafos que considerar que las medidas alternativas de nitidez al evaluar la calidad de la imagen de la cámara y de los objetivos. Hasta marzo de 2017, la lente Canon EF 300mm f/2.8L IS II USM montada en una Canon EOS 5DS R tiene el P-MPix medido más alto (45 P-Mpix), seguida de la lentes Carl Zeiss APO Sonnar T * 2/135 ZE (41 P-.M. en una Canon EOS 5DS R y 36 P-Mpix en una Nikon D800E).
Los datos de DXOMARK se han utilizado para trazar el progreso de la calidad de la imagen del sensor y de la sensibilidad a la luz baja contra el precio durante los años, así como el impacto del tamaño y de la resolución del sensor.

### Índice de lentes
DXOMARK también proporciona clasificaciones de lentes, como probado en combinación con varios modelos de cámara. Así como el Índice de Sensores de DXOMARK, el Índice de Lentes es una agregación de cinco sub-índices:
- Nitidez,
- Distorsión,
- Viñeteado,
- Transmisión,
- Aberración cromática.

### Índice de Cámaras de teléfonos inteligentes
DxO Labs comenzó a probar teléfonos inteligentes y otros dispositivos móviles en 2011 y presentó DXOMARK Mobile en 2012. Una actualización mayor sucedió en 2017, diseñado para desafiar las capacidades de los teléfonos inteligentes modernos, incluidos aquellos con teleobjetivos y modo retrato (efecto bokeh). En septiembre de 2019 una nueva actualización tuvo lugar, incluyendo la evaluación de objetivos gran angulares y fotografía nocturna, durante esta actualización el índice fue renombrado en DXOMARK Camera score (índice de Cámaras de DXOMARK).
En octubre de 2020 el índice fue actualizado nuevamente, modernizando muchos de sus análisis e incluyendo el sub índice Previsualización (preview). Este nuevo protocolo enfatiza la experiencia del usuario y extiende las condiciones en las que las pruebas se realizan.
DXOMARK Camera Global Score es el número de titular de cada dispositivo probado y consta de: DXOMARK Photo, DXOMARK Zoom y DXOMARK Video. 
La evaluación de DXOMARK Photo se compone de estas categorías:
- Exposición y contraste
- Color
- Autoenfoque
- Textura
- Ruido
- Artefactos
- Fotografía nocturna
- Bokeh
- Previsualización

DXOMARK Camera Zoom incluye las evaluaciones del teleobjetivo y el objetivo gran angular, en los que se evalúan varios de las categorías del índice DXOMARK Photo
DXOMARK Camera Video incluye las primeras seis categorías de DXOMARK Camera Photo (exposición y contraste, color, autoenfoque, textura, ruido y artefactos) así como Estabilización.
Las pruebas de DXOMARK se llevan a cabo en una variedad de condiciones de iluminación, que van desde la luz de 1 lux a la luz del día al aire libre. Los subíndices son agregados utilizando un sistema confidencíal que los mapea al Índice de Cámaras DXOMARK. Todas las evaluaciones se hacen en el modo por defecto de la cámara, excepto por Bokeh, y Zoom, lo que ha causado que ciertos medios los usen con cautela.

### Índice deSelfiespara teléfonos inteligentes
El 22 de enero del 2019, DXOMARK lanzó una nueva métrica para analizar las autofotos hechas por las cámaras frontales de télefonos inteligentes: DXOMARK Selfie. Estas nuevas evaluaciones son independientes del protocolo DXOMARK Camera e incluyen DXOMARK Selfie Photo y DXOMARK Selfie Video. Para foto, las categoría son:  Exposición, Color, Foco, Textura, Ruido, Artefactos, Flash y Bokeh. Para vídeo, las categorías son:  Exposición, Color, Foco, Textura, Ruido, Artefactos y Estabilización. 

### Índice de Audio para teléfonos inteligentes
El 19 de octubre del 2019, DXOMARK introdujo un sistema de evaluación de Audio para teléfonos inteligentes. Los teléfonos son evaluados en término de su capacidad de reproducción usando sus altavoces internos y  su capacidad de grabación usando sus micrófonos internos. Las categorías de evaluación incluyen: 
- Timbre
- Dinámica
- Espacial
- Volumen
- Artefactos
- Ruido de fondo (solo en grabación)

### Índice de Pantallas para teléfonos inteligentes
En octubre del 2020, DXOMARK introdujo un sistema de evaluación de pantallas DXOMARK Display. Las pruebas incluyen alrededor de 400 medidas y más de 20 horas de en laboratorio y condiciones de la vida real. El índice DXOMARK Display incluye 6 categorías: 
- Legibilidad
- Color
- Video
- Movimiento
- Táctil
- Artefactos

### Índice de Altavoces Inalámbricos
En noviembre del 2020, DXOMARK introdujo el sistema de evaluación DXOMARK Sound, para evaluar la calidad de reproducción de diferentes altavoces inalámbricos. Este se basa en varios factores, incluyendo pruebas de laboratorio usando medidores de niveles de sonido y micrófonos calibrados, así como 20 horas de evaluación perceptual. Se usan clips musicales, creados por DXOMARK en colaboración con músicos profesionales y estudios de grabación, que incluyen estilos como jazz, hip-hop, música clásica, pop, rock, latino, electrónica y géneros alternativos.

## Herramienta de comparación de DXOMARK
Los usuarios pueden seleccionar varios dispositivos de la misma clase y hacer que el sitio muestre una comparación de sus resultados de pruebas y versiones gráficas de los datos de prueba reales.

## DXOMARK Analyzer
Analyzer es un paquete de herramientas digitales de evaluación de calidad de imagen publicado por DXOMARK que incluye objetivos y equipo de laboratorio. Originalmente introducido por DxO Labs, Analyzer es ahora un producto de DXOMARK Image Labs. Analyzer incluye módulos para probar sistemas ópticos, sensores, estabilización, video, cronometrage, y 3D.
El paquete es utilizado por fabricantes de cámaras, prensa y sitios web para evaluar la calidad de sensores, lentes, cámaras integradas, como también teléfonos móviles. Las pruebas pueden ser realizadas en formato RAW o JPEG, así como en vídeo. Analyzer es también el motor detrás de las evaluaciones de DXOMARK Camera y DXOMARK Selfie.

## Uso en la industria
Las calificaciones de DXOMARK son utilizadas frecuentemente por la prensa para describir las características de calidad de imagen de sus cámaras y dispositivos móviles. Las altas calificaciones de DXOMARK Mobile también se han presentado como sellos de calidad en los anuncios de proveedores, aunque los revisores tienen en cuenta que las calificaciones solo reflejan la calidad de la imagen.

## Controversias
Diversos medios y canales de Youtube han señalado,sin fundamento, que DXOMARK acepta sobornos a cambio de poner una calificación más alta en ciertos productos, sobre todo se ha visto una cierta preferencia con teléfonos inteligentes de Xiaomi y Huawei.
Estas afirmaciones han sido disputadas por DXOMARK, haciendo énfasis, sin dar explicaciones claras, en la independencia de sus índices de calidad y separando estos de su servicio de consultoría.